# Логофет
Логофе́т  (греч. λογοθέτης, лат. logotheta, итал. logoteta, рум. logofăt; от λόγος — здесь: постановление, приказание, счёт, отчёт и θέτης — кладущий, налагающий) — высший чиновник (аудитор, канцлер и т. п.) царской или патриаршей канцелярии в Византии, а затем и в некоторых Восточных Церквях. Церковный логофет был хранителем патриаршей печати, заведовавшим патриаршей канцелярией и её архивом; на нём же лежала денежная отчётность по патриархии; он часто состоял членом патриаршего суда. Их обязанности описывает Георгий Кодин в «De officialibus palatii Constantinopolitani etc». Гражданские логофеты отвечали за различные отрасли государственных расходов: логофет частных имуществ, логофет секретов, логофет стада, логофет воинского казначейства, логофет почты (логофет дрома). Великий логофет заведовал государственным казначейством.

## Византийские логофеты
- Дромологофет (λογοθέτης τοῦ δρόμου) — логофет почт, ответственный за имперскую почту, дипломатию и разведку. В X—XI веке носитель этого титула осуществлял функции главного министра империи.
- Логофет геникона[англ.] (λογοθέτης τοῦ γενικοῦ) или (ὁ γενικός), исполнявший функции министра финансов.
- Логофет стратиотиков (λογοθέτης τοῦ στρατιωτικοῦ), ответственный за снабжение византийской армии, хотя точные его обязанности не вполне ясны.
- Логофет стад[англ.] (λογοθέτης τῶν ἀγελῶν), управлявший казёнными поместьями (митато) в западной Малой Азии, поставлявшими лошадей и мулов для армии и почтовой службы.
- Логофет эйдики, отвечавший за императорскую сокровищницу, мануфактуры, склады и монополии. В эпоху Римской империи ему соответствовал титул лат. comes rerum privatarum.
- Логофет претория[англ.] (λογοθέτης τοῦ πραιτωρίου), один из двух главных помощников эпарха Константинополя.
- Логофет частного имущества[англ.].
- Великий логофет[англ.] (μέγας λογοθέτης), должность изначально появилась под названием logothetēs tōn sekretōn в правление Алексея I Комнина для надзора за прочими государственными службами и координации их деятельности.

## Логофеты за пределами Византии

### Сицилийское королевство
Из Византии титул перешёл на Запад, где прочно утвердился в Сицилии. Титул был эквивалентен или даже более значителен, чем лат. Magnus Cancellarius; его носил, например, Пьетро делла Винья, всемогущий придворный императора Фридриха II.

### Румынские княжества
Титул логофет использовался в средневековой Молдавии и Валахии для обозначения главы господарской канцелярии и хранителя государственной печати. В отсутствие господаря выполнял его функции. Через логофета проходило оформление государственных бумаг. Позже появились титулы «второй логофет» и «третий логофет» — их могло носить несколько лиц. Термин «логофет» пришёл в Молдавию из Византии через Болгарию.